# Simon Fraser Tolmie
Pour les articles homonymes, voir Tolmie.
Simon Fraser Tolmie, né le 25 janvier 1867 à Victoria et mort le 13 octobre 1937 dans la même ville, est un vétérinaire, agriculteur et homme politique canadien de la province de la Colombie-Britannique. Il est le 21e premier ministre de la Colombie-Britannique de 1928 à 1933.
Il est aussi député fédéral conservateur de la circonscription britanno-colombienne de la Cité de Victoria de 1917 à 1925, ainsi que de Victoria de 1925 à 1928 et de 1936 à sa mort en 1937. Il est également député provincial conservateur de la circonscription britanno-colombienne de Saanich de 1928 à 1933

## Biographie

### Premières années
Né à Victoria dans la colonie de la Colombie-Britannique, Tolmie nait dans une famille de pionniers. Cette lignée contribue à l'aider dans ses aspirations politiques. Son père, le docteur William Fraser Tolmie, est une figure importante de la Compagnie de la Baie d'Hudson et membre des l'assemblée législative de la colonie de l'Île de Vancouver et de l'assemblée législative de la nouvelle province de Colombie-Britannique. William Fraser est aussi l'un des premiers partisans de l'industriel et réformiste Robert Owen, ainsi qu'un partisan du suffrage féminin. Par son héritage maternel, il bénéficiait d'un héritage métis issu des mariages entre des femmes des Premières Nations et des coureurs des bois français et écossais. Sa mère, Jane Work, était la fille du chef de camp de la Compagnie de la Baie d'Hudson et membre de l'assemblée coloniale John Work (en). Sa grand-mère maternelle, Josette Legace, était une fille métisse d'une mère spokane et du coureur des bois Pierre Legace.
Né sur l'île de Vancouver, Tolmie grandit sur la ferme familiale dans le secteur de Cloverdale (maintenant quartier de Victoria). Il complète des études à l'Ontario Veterinary College de Guelph en Ontario en 1891.

### Carrière politique
Tolmie entame une carrière publique en 1917 en devenant député unioniste, coalition de députés appuyant la politique du premier ministre Robert Borden durant la Première Guerre mondiale. Réélu en tant que conservateur en 1921, il entre au cabinet au poste de ministre de l'Agriculture dans le gouvernement de Borden et dans ceux d'Arthur Meighen de 1920 à 1921 et en 1926.
Il est partie prenante d'une campagne de peur anti-drogue à connotation raciste en 1922. Son action l'amène à appuyer des amendements aux lois sur les drogues appelant à l'expulsion de tout Asiatiques reconnus coupables de trafic, ainsi qu'à l'utilisation du « coup de fouet ».

### Premier ministre de la Colombie-Britannique
Élu chef du Parti conservateur de la Colombie-Britannique en 1926, Tolmie demeure député fédéral jusqu'à l'élection provinciale de 1928 à la suite de laquelle il est élu député de Saanich. Cette élection voit la victoire des conservateurs qui raflent 32 des 48 sièges de la législature, ainsi que l'ensemble des sièges de Vancouver et de Victoria. Tolmie devient alors premier ministre et prend le poste de ministre des Chemins de fer. Entre juin et novembre 1933, il s'occupe également du ministère de l'Agriculture et de la présidence du conseil.
Comme ses homologues conservateurs fédéraux qui reprennent le pouvoir en 1930, les tories veillent à appliquer les principes de l'entreprise au gouvernement. Cependant, cette philosophie tourne à leur désavantage lorsque les effets de la Grande Dépression se font ressentir avec entre autres un taux de chômage atteignant 28 %, le plus haut atteint au Canada, en 1931. Tolmie se résout alors à la création de camp de travail de secours, ainsi qu'à la création d'une commission royale, réclamée par la communauté d'affaires, afin d'établir des solutions pour faire face à la dégradation des finances publiques. Le rapport Kidd de 1932 recommande des coupes dans les services sociaux si drastiques causant la rage de la majorité des Britanno-Colombiens. En ce temps de crise, ceux-ci réclamait plus de leur gouvernement que ses fonctions traditionnelles de maintenir l'ordre, de fournir des infrastructures et d'encourager l'entreprise privée.
La crise affecte également le Parti conservateur par la décision de plusieurs députés sortants de ne pas se représenter pour l'élection de 1933. Cette dissension s'observe également auprès des associations locales qui commencent alors à agir de façon indépendante. Au cours de cette élection, plusieurs candidats décident de se présenter sous l'étiquette d'indépendant ou de conservateur indépendant. Ceux supportant toujours Tolmie, se présentent sous l'étiquette d'unioniste et d'autres supportant plutôt William John Bowser, un ancien premier ministre provincial, se présentent sous l'étiquette de non-partisans. Ces complications finissent par avoir pour effet un balayage libéral lors de l'élection, avec 42 % du votes et 34 sièges sur 47 à l'Assemblée législative. Le nouveau Parti social-démocratique de la Colombie-Britannique (Co-operative Commonwealth Federation) devient l'opposition officielle et l'ensemble des candidats conservateurs se présentant sous différentes bannières n'obtiennent que cinq sièges, Tolmie perdant lui-même dans sa circonscription.

### Dernières années
Tolmie retourne en politique fédérale trois ans plus tard à la faveur d'une élection partielle dans la même circonscription où il était député avant d'entrée en politique provinciale. Il meurt en fonction à Victoria en octobre 1937 à l'âge de 70 ans. Sa dépouille est inhumée au cimetière Royal Oak de la capitale provinciale.
Tolmie est le dernier premier ministre à diriger un gouvernement sous la bannière du Parti conservateur en Colombie-Britannique.